# Ulvåker
Ulvåker is een plaats in de gemeente Skövde in het landschap Västergötland en de provincie Västra Götalands län in Zweden. De plaats heeft 265 inwoners (2005) en een oppervlakte van 24 hectare.